# Маријета (Пенсилванија)
Маријета (енгл. Marietta) град је у америчкој савезној држави Пенсилванија.

## Демографија
По попису из 2010. године број становника је 2.588, што је 101 (-3,8%) становника мање него 2000. године.
| Група             | 2000.         | 2010.         |
| Белци             | 2.546 (94,7%) | 2.377 (91,8%) |
| Афроамериканци    | 67 (2,5%)     | 59 (2,3%)     |
| Азијати           | 4 (0,1%)      | 6 (0,2%)      |
| Хиспаноамериканци | 51 (1,9%)     | 114 (4,4%)    |
| Укупно            | 2.689         | 2.588         |